# Medříč
Medříč, někdy nazývaný též Meziříčí, je zaniklá vesnice, která se nalézala asi 1 km severně od centra obce Smidary. Do dnešních dnů se v poloze této zaniklé vesnice dochovala samota s mlýnem Medříč. 

## Historie
O vesnici se dochovaly písemné zprávy z roku 1371, kdy byla v majetku Domorada z Meziříčí. V letech 1396 až 1402 držel vesnici Pašek Herynk z Meziříčí. V roce 1452 je majitelem vesnice jeho potomek Jan Herynk. V 16. století byla ves již pustá a zbyl z ní jen mlýn. Obyvatelé se pravděpodobně vystěhovali pro časté záplavy. 